# Лі Сюн
Лі Сюн (спрощ.: 李雄; піньїнь: Lǐ Xióng; 274-334) — засновник і перший імператор династії Чен періоду Шістнадцяти держав.

## Життєпис
Походив з племені цзун, представники якого були нащадками жителів царства Ба та розселились серед племен ді. Вперше згадується у хроніках 301 року, коли його батько, Лі Те, надав йому в командування війська. 303 року Лі Те, який на чолі цзунів, що рятувались від голоду, прийшов на південь з провінції Ціньчжоу (сучасна Ганьсу), розбив Ло Шана — цзіньського губернатора провінції Ічжоу (території сучасних Сичуані та Чунціна), втім погодився на його прохання про перемир'я. Проте Ло несподівано атакував і вбив Лі Те. Рештки військ останнього обрали Лі Сюна своїм вождем і змогли відбитись, утім коли старший брат Лі Сюна — Лі Дан — загинув у бою, дядько Лі Лю почав говорити про те, що варто було б здатись цзіньській владі. Тоді Лі Сюн, не повідомляючи Лі Лю, здійснив несподіваний напад на цзіньські сили та змусив їх тікати. Після того Лі Лю почав довіряти Лі Сюну, й коли узимку 303 року важко захворів — призначив його своїм наступником.
На початку 304 року Лі Сюн захопив столицю провінції Ічжоу, місто Ченду, змусивши Ло Шаня тікати. Лі Сюн запропонував зайняти трон шанованому цзунами даоському відлюднику Фань Чаншену, але той відмовився, й тоді інші вожді цзунів зажадали, щоб Лі Сюн проголосив себе правителем. 304 року Лі Сюн оголосив себе князем Ченду, тим самим проголосивши незалежність від держави Цзінь. Ту подію вважають початком доби «Шістнадцяти держав». Відлюдника Фаня та представників старшого покоління своєї родини він зробив своїми радниками.
306 року Лі Сюн проголосив себе імператором Чен. Батьку він також надав посмертний імператорський титул, а мати назвав вдовою імператрицею. Надалі він поступово окупував Ічжоу, підкоряючи землі та зміцнюючи кордони, втім він не виходив за межі провінції Ічжоу, за винятком Лянчжоу (нині територія південної частини провінції Шеньсі), яка під час його протиборства з Цзінь кілька разів переходила з рук у руки.
Лі Сюн підтримував дружні стосунки з Чжан Цзюнем — князем Ранньої Лян, і довзоляв Цзінь і Лян підтримувати сполучення один з одним через свою територію.
Попри те, що 315 року Лі Сюн проголосив свою дружину імператрицею, синів вони не мали, хоч Лі Сюн мав понад десять синів від своїх наложниць. Тому 324 року імператор проголосив спадкоємцем престолу свого племінника Лі Баня — сина свого старшого брата Лі Дана. Мотивував він своє рішення тим, що фактично державу створив Лі Те разом з Лі Даном, тому передача престолу сину останнього є вірною справою. Дядько Лі Сян передбачав, що таке рішення призведе до проблеми зі спадкуванням престолу, втім Лі Сюн до нього не дослухався.
334 року Лі Сюн захворів. Улітку того ж року він помер, і трон перейшов до Лі Баня. Як і передбачав Лі Сян, це не сподобалось синам Лі Сюна, й невдовзі нового імператора було вбито.

## Девізи правління
- Цзяньсін (建興) 303—305
- Яньпін (晏平) 305—311
- Юйхен (玉衡) 311—334